# Nati nel 1177
| Questa pagina contiene informazioni ricavate automaticamente dalle voci biografiche con l'ausilio del template Bio e di un bot. L'aggiornamento è periodico e automatico e ricostruisce completamente la pagina. Se manca una persona in questa lista, sei pregato di non aggiungerla, ma accertati piuttosto che la sua voce biografica contenga il template Bio e che i dati anagrafici siano correttamente compilati. Se il template Bio manca, inseriscilo tu stesso o, in alternativa, metti l'avviso {{tmp\|Bio}} che ne segnala la mancanza. Se i dati riportati sono sbagliati, correggi direttamente la voce biografica; le modifiche saranno visibili in questa lista entro pochi giorni. Per chiarimenti vedi il progetto biografie. La lista contiene solo le 8 persone che sono citate nell'enciclopedia e per le quali è stato implementato correttamente il template Bio. Pagina aggiornata al 2 mag 2025. |

- Marchesella Adelardi, nobile italiana
- Baldovino V di Gerusalemme, sovrano († 1186)
- Bianca di Navarra, principessa spagnola († 1229)
- Margaret de Braose, nobile britannica
- Filippo di Svevia, sovrano tedesco († 1208)
- Gautier de Coincy, abate, poeta e arrangiatore francese († 1236)
- Gyōi, monaco buddista e poeta giapponese († 1217)
- Maria d'Oignies, religiosa belga († 1213)